# جناح (فندق)

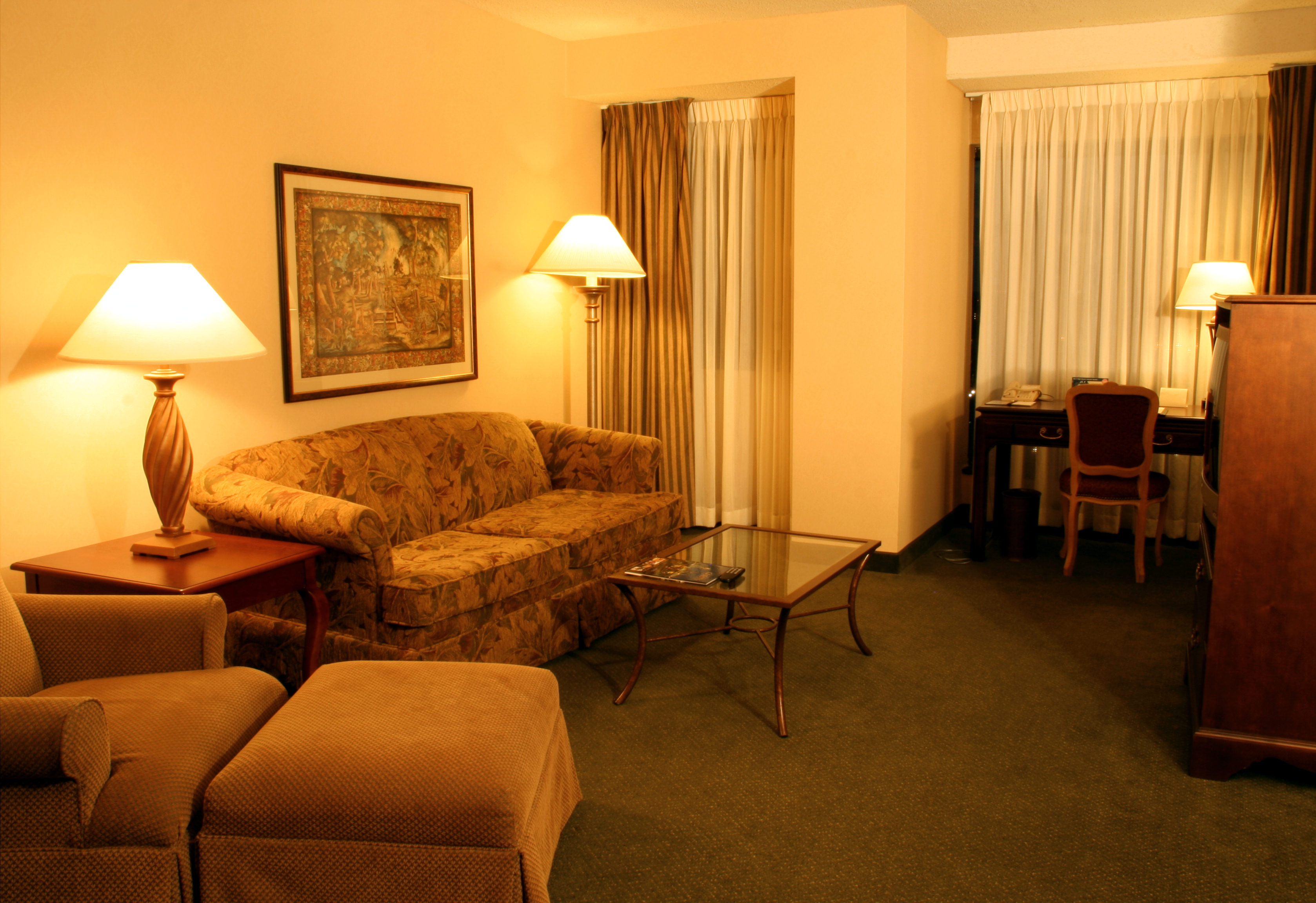
غرفة معيشة في جناح فندق دوبل تري، كولومبوس (أوهايو)

جناح في الفندق أو مكان إقامة عام يشير إلى فئة من أماكن الإقامة مع مساحة أكثر من غرفة الفندق الاعتيادية. ويمكن أيضاً ان تحتوي السفينة على متنها أجنحة أيضاً. 